# Козя-Раван
Козя-Раван (серб. Козја Раван / Kozja Ravan) — село в общине Власеница Республики Сербской Боснии и Герцеговины. Население составляет 48 человек по переписи 2013 года.